# Darüşşafaka S.K.
El Darüşşafaka Basketbol, conocido por motivos de patrocinio como Darüşşafaka Tekfen Basketbol, es un equipo de baloncesto turco que compite en la Basketbol Süper Ligi, la primera división del país, y en la primera competición europea, la Euroliga. Tiene su sede en Estambul. Disputa sus partidos ligueros en el Darüşşafaka Ayhan Şahenk, con capacidad para 3500 espectadores, y sus compromisos europeos en el Volkswagen Arena Istanbul, de 5.240 espectadores.

## Historial
| Temporada | Nivel | Liga | Pos. | Copa de Turquía  | Competiciones europeas | Competiciones europeas |
| --------- | ----- | ---- | ---- | ---------------- | ---------------------- | ---------------------- |
| 2000–01   | 1     | TBL  | 3º   |                  | 3 Korać Cup            | OF                     |
| 2001–02   | 1     | TBL  | 3º   | Finalista        | 2 Saporta Cup          | TR                     |
| 2002–03   | 1     | TBL  | 9º   |                  | 2 ULEB Cup             | TR                     |
| 2003–04   | 1     | TBL  | 6º   |                  |                        |                        |
| 2004–05   | 1     | TBL  | 10º  |                  | 2 ULEB Cup             | TR                     |
| 2005–06   | 1     | TBL  | 9º   |                  |                        |                        |
| 2006–07   | 1     | TBL  | 8º   |                  |                        |                        |
| 2007–08   | 1     | TBL  | 14º  |                  |                        |                        |
| 2008–09   | 1     | TBL  | 8º   |                  |                        |                        |
| 2009–10   | 1     | TBL  | 16º  |                  |                        |                        |
| 2010–11   | 2     | TB2L | 8º   |                  |                        |                        |
| 2011–12   | 2     | TB2L | 11º  |                  |                        |                        |
| 2012–13   | 2     | TB2L | 7º   |                  |                        |                        |
| 2013–14   | 2     | TB2L | 1º   |                  |                        |                        |
| 2014–15   | 1     | TBL  | 5º   | Semifinales      |                        |                        |
| 2015–16   | 1     | BSL  | 4º   | Finalista        | 1 Euroliga             | T16                    |
| 2016–17   | 1     | BSL  | 4º   | Cuartos de final | 1 Euroliga             | QF                     |
| 2017–18   | 1     | BSL  | 6º   | Semifinales      | 2 EuroCup              | C                      |
| 2018–19   | 1     | BSL  | 10º  |                  | 1 EuroLeague           | TR                     |

## Palmarés
- Liga de Turquía[1]
  - Campeón (2): 1961, 1962
  - Finalista (1): 1960
- Copa de Turquía
  - Finalista (2): 2002, 2016
- Liga de Baloncesto de Estambul
  - Campeón (1): 1960
  - Tercera Plaza (3): 1961, 1962 y 1963
- Eurocup
  - Campeón: 2018
- TB2L
  - Campeón (1): 2014

## Jugadores Célebres
| - Burak Sezgin - Cevher Özer - Cüneyt Erden - Tufan Ersöz - Sinan Güler - Emre Ekim - Serdar Tabay - Semih Erden - Recep Ertaş - Ömer Kahyaoğlu - Erdem Türetken - Faruk Beşok - Hicri Güneri - Mehmet Kahyaoğlu - Murat Kösedağ - Orhan Güler - Can Korkmaz - Göksenin Köksal - Melih Mahmutoğlu - Hakan Demirel - Polat Kaya - Barış Hersek - - Mustafa Cetin - - Hakan Koseoglu - - Ermal Kuqo - - Steven Rogers - - Orhan Haciyeva |  | - Zaza Enden - - Vitali Nossov - - Leonid Lailo - Oleksandr Okunskiy - Haris Mujezinović - Renaldas Seibutis - Acie Earl - Alexander Jensen - Clarence Gilbert - Connor Atchley - Sean Banks - Mario Bogan - Andre Bolton - - Demetrius Brown - Jawan Carter - Eric Chatfield - Marty Clark - Enrique Clemmons - Gyasi Cline-Heard - Jermareo Davidson - LaRon Dendy - Henry Dobie - Joshua Dollard - Quincy Douby - Ryan Evanochko - Kelvin Gibbs |  | - Steve Goodrich - Brandon Gordon - Sean Green - R.T. Guinn - Marcus Hall - Clifford Hammonds - Adrian Hill - Stefon Jackson - Darrell Johns - Vincent Jones - Mike Jones - Marco Killingsworth - Maarten Leunen - Dexter Lyons - Ryan McDade - Ronell Mingo - Jason McLeish - Kevin Rice - Lawrence Roberts - Brandon Watkins - George Gilmore - John Whorton - Lamont Strothers - Marques Bragg - Michael Ansley - Michael Meeks - Richie Frahm |